# Мурово (Псковская область)
Мурово — опустевшая/нежилая деревня в Струго-Красненском районе Псковской области России. Входит в состав сельского поселения «Новосельская волость».

## География
Находится на северо-востоке региона, в южной части района, в лесной местности около д.Поречье. 
Уличная сеть не развита.

## История
Первое упоминание — 1585-87 гг. как дер. Моруево Заклинской губы Заклинской засады.
В 1941—1944 гг. — в фашистской оккупации.
Согласно Закону Псковской области от 28 февраля 2005 года деревня Мурово вошла в состав образованного муниципального образования Новосельская волость.

## Население
| 2001 | 2002 | 2010 | 2011 |
| ---- | ---- | ---- | ---- |
| 3    | ↘1   | ↗2   | ↘0   |

В 1858 г. – 14 жит., в 1882 г. – 4 хоз. и 26 жит., в 1911 г. – 37 жит., в 1926 г. – 7 хоз. и 32 жит. (хутора при дер. – 6 хоз. и 31 жит.), в 1934 г. – 6 хоз., в 1948 г. – 5 хоз. и 18 жит., в 1958 г. – 7 хоз. и 27 жит., в 1965 г. – 4 хоз. и 11 жит., в 1975 г. – 5 хоз. и 13 жит., в 2001 г. – 3 жит., в 2002 г. – 1 жит., в 2008 г. – нет постоянных жителей, в 2010 г. – 2 жит., в 2014 г. и в 2015 г. – нет постоянных жителей; в 2013 г. и в 2014 г. – 6 дачных домов. Ранее в дер. Мурово проживали старообрядцы-поморцы (в 1960 г. – 23 чел).  

## Инфраструктура
Водяная мельница (владелец — И. Каламаск, 1923), кузница (1941).
Почтовое отделение, обслуживающее д. Мурово, — 181150; расположено в волостном центре д. Новоселье.

## Транспорт
Деревня доступна по просёлочным дорогам.